# Нарынтау
Нарынта́у, Нарын-Тоо (кирг. Нарын-Тоо) — горный хребет во Внутреннем Тянь-Шане в Кыргызстане. Протягивается почти широтно по левобережью реки Нарын. Этимология слова возможно связана с монгольским обозначением солнца (монг. Нар)
Протяжённость хребта составляет около 130 км. Максимальная высота — 4530 м. Хребет сложен известняками, гранитами, метаморфическими сланцами. Северный склон крутой со скалистыми ущельями, южный — более пологий, с глинисто-песчаными холмами у подножия. Господствуют горно-луговые и лугово-степные ландшафты, каменистое высокогорье со скалами и осыпями на крутых склонах. В ущельях сохранились участки еловых лесов.